# First Edition Music
First Edition Music is een platenlabel uit de Verenigde Staten.
Het label verzorgt (her)uitgaven van klassieke muziek die gedurende de jaren 60 van de 20e eeuw werd gecomponeerd in opdracht van en gespeeld door het Louisville Orchestra. Een van de eerste opdrachten werden verleend aan William Schuman (1950). Talloze Amerikaanse componisten hebben gedurende de periode 1950-1967) van die opdrachten geprofiteerd en kregen daardoor voldoende naamsbekendheid om verder te kunnen in hun ontwikkeling. Voor het LO leverde het steeds (relatief goedkope) nieuwe muziek op.
Met de uitgaven is begin jaren 90 van de 20e eeuw een start gemaakt door een ander platenlabel gespecialiseerd in Amerikaanse klassieke muziek Albany Records. Na een paar uitgaven werd het stil. Momenteel (2007) is een beperkt aantal (andere) titels beschikbaar via Naxos.